# Polyzystische Nierenerkrankung der Katze
Die polyzystische Nierenerkrankung der Katze (englisch polycystic kidney disease, PKD) ist eine autosomal-dominant vererbte Erkrankung der Nieren, die vor allem bei Perserkatzen auftritt. Dabei kommt es zur Ausbildung von großen blasigen Gebilden in der Niere und zu einem allmählichen Versagen der Nierenfunktion. Die Erkrankung ist nur durch eine Nierentransplantation heilbar, diese ist (ebenso wie eine Dialyse) im deutschsprachigen Raum aber unüblich. Die Erkrankung wurde 1989 erstmals beschrieben.

## Pathogenese

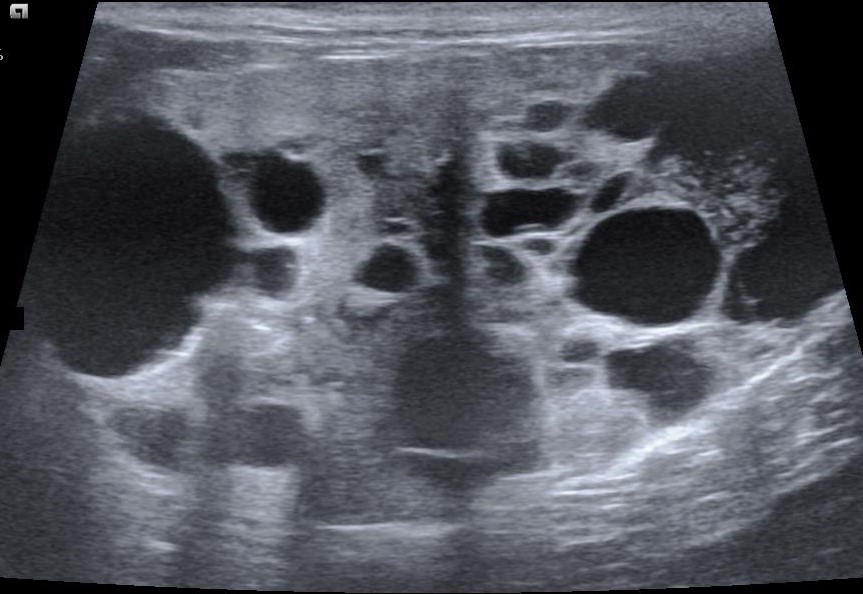
Ultraschallaufnahme einer PKD bei einer 1,5-jährigen männlichen Katze. Die Zysten sind die echoarmen bis echofreien Strukturen (im Bild schwarz).

Die PKD wird autosomal-dominant vererbt. In den Perserkatzenpopulationen waren bis zu 50 % der Tiere Merkmalsträger. Die Erkrankung entspricht der Autosomal-dominanten polyzystischen Nierenkrankheit des Menschen.
Die Erkrankung zeigt sich in mit Urin gefüllten, einen Millimeter bis mehrere Zentimeter großen Bläschen (Zysten), die sowohl von den proximalen als auch von den distalen Nierenkanälchen ausgehen können und sowohl in der Nierenrinde als auch im Nierenmark auftreten. Das Endstadium ist, wie bei der PKD des Menschen, eine meistens beidseitig auftretende Zystenniere. Gelegentlich werden bei Betroffenen auch Zysten in der Leber und in der Bauchspeicheldrüse beobachtet.

## Klinisches Bild
Klinische Symptome treten zumeist erst im Spätstadium der Erkrankung auf, wenn über 75 % des Nierengewebes betroffen sind. Die Vergrößerung der Niere lässt sich dann unter Umständen bereits ertasten und die Tiere entwickeln allmählich Anzeichen einer chronischen Nierenerkrankung mit herabgesetztem Appetit, vermehrtem Durst, vermehrtem Harnabsatz und Gewichtsverlust. Nach nicht abgeschlossenen genetischen Untersuchungen lässt sich vermuten, dass dieses Stadium bei reinerbig betroffenen Tieren wesentlich früher auftritt als bei mischerbigen.

## Diagnostik
Die Zysten können oft bereits ab der 6. bis 8. Lebenswoche durch eine Ultraschalluntersuchung nachgewiesen werden. Da sich die Krankheit jedoch allmählich entwickelt, ist ein sicherer Ausschluss erst mit höherem Lebensalter möglich. Im Alter von vier Monaten ist bereits eine 75-prozentige Vorhersagesicherheit möglich, mit acht Monaten liegt diese bei 91 %. Daneben gibt es einen Gentest, mit dessen Hilfe Träger der PKD-Veranlagung vom Typ PKD1 identifiziert werden können. Entwickelt wurde er von Leslie Lyons (University of California, Davis).

## Behandlung und Bekämpfung
Die einzige Heilung versprechende Behandlungsmöglichkeit bei einer durch PKD verursachten chronischen Nierenerkrankung ist eine Nierentransplantation. Nierentransplantationen sind bei Katzen technisch gesehen zwar möglich und werden in manchen Ländern, wie zum Beispiel in den USA, auch schon regelmäßig durchgeführt. Doch die Überlebenszeit nach der Operation ist auf einige Monate bis wenige Jahre begrenzt. In Deutschland, Österreich und der Schweiz verstößt eine Nierentransplantation jedoch gegen das Tierschutzgesetz. Es kann hier lediglich eine symptomatische Therapie zur Minderung der Krankheitserscheinungen durchgeführt werden.
Die Bekämpfung richtet sich auf das frühzeitige Erkennen erkrankter Tiere und den Ausschluss positiver Tiere aus der Zucht. Mit der Anpaarung zwischen einer polyzystisch-heterozygoten Katze mit einer PKD-freien Katze ist es möglich, PKD-freien Nachwuchs zu züchten. Da aus solch einer Verpaarung aber auch Tiere mit PKD fallen können, ist sie nach §11b des deutschen Tierschutzgesetzes nicht erlaubt: Sie wird im Gutachten zum Verbot von Qualzüchtungen unter „Weitere monogen vererbte Einzeldefekte und Erkrankungen“ als „Qualzucht“ eingestuft.